# ناکاجیما کی-۳۴
ناکاجیما کی-۳۴(به انگلیسی: Nakajima Ki-34) یک هواپیمای ترابری سبک ژاپنی در دوران جنگ جهانی دوم بود. کی-۳۴ هواپیمایی تک‌بال، دو موتوره و بال‌پایین بود. ارابه‌های فرود آن یکی پایین دم و دو دیگر زیر بدنه اصلی و به شکل جمع شونده بودند. در طول جنگ اقیانوس آرام، متفقین از نام تورا در گزارش های خود برای این هواپیما استفاده می کردند.

## کاربران

### کاربران نظامی
چین - نانجینگ
 ژاپن

### کاربران تجاری
ژاپن
 مانچوکوئو
 مغولستان

## مشخصات فنی (کی-۳۴)
داده‌ها از Japanese Aircraft of the Pacific War, Warbirds Resource Group
ویژگی‌های عمومی
- خدمه: ۳
- ظرفیت: ۸ pax
- طول: ۱۵٫۳ متر (۵۰ فوت ۲ اینچ)
- پهنای بال: ۱۹٫۹۱۶ متر (۶۵ فوت ۴ اینچ)
- ارتفاع: ۴٫۱۵ متر (۱۳ فوت ۷ اینچ)
- مساحت بال‌ها: ۴۹٫۲ متر مربع (۵۳۰ فوت مربع)
- وزن خالی: ۳٬۵۰۰ کیلوگرم (۷٬۷۱۶ پوند)
- وزن ناخالص: ۵٬۲۵۰ کیلوگرم (۱۱٬۵۷۴ پوند)
- پیشرانه: ۲ عدد موتور پیستونی شعاعی ۹ سیلندر هوا خنک Nakajima Kotobuki 41 یا Nakajima Ha-1, ۵۳۰ کیلووات (۷۱۰ اسب بخار)  در هر موتور برای برخاست

۵۸۲ کیلووات (۷۸۰ اسب بخار) در ۲٬۸۰۰ متر (۹٬۱۸۶ فوت)
- ملخ‌ها: دوملخه ملخ‌های گام متغیر

عملکرد
- حداکثر سرعت: ۳۶۰ کیلومتر بر ساعت (۲۲۰ مایل بر ساعت، ۱۹۰ گره) در ۳٬۳۶۰ متر (۱۱٬۰۲۰ فوت)
- سرعت کروز: ۳۱۰ کیلومتر بر ساعت (۱۹۰ مایل بر ساعت، ۱۷۰ گره)
- بُرد: ۱٬۲۰۰ کیلومتر (۷۵۰ مایل، ۶۵۰ مایل دریایی)
- حداکثر ارتفاع: ۷٬۰۰۰ متر (۲۳٬۰۰۰ فوت)
- زمان اوج‌گیری: ۳٬۰۰۰ متر (۹٬۸۰۰ فوت) در ۶ دقیقه ۳۸ ثانیه
- بارگیری بال: ۱۰۶٫۷ کیلوگرم بر متر مربع (۲۱٫۹ پوند بر فوت مربع)
- توان به وزن|توان/جرم: ۰٫۲۰۱۷ kilowatts per kilogram (۰٫۱۲۲۷ horsepower per pound)

## یادداشت
1. ↑  (Francillon 1979، ص. 205.)
2. ↑  "Warbirds Resource Group". Nakajima Ki-34/L1N1 "Thora". 2010-08-24.

## کتابشناسی - فهرست کتب
- (new edition 1987 by Putnam Aeronautical Books, شابک ‎۰−۸۵۱۷۷−۸۰۱−۱.)
- Soumille, Jean-Claude (September 1999). "Les avions japonais aux coleurs françaises" [Japanese Aircraft in French Colors] (به فرانسوی) (78): 6–17. ISSN 1243-8650. {{cite journal}}: Cite journal requires |journal= (help)